# Nilla Kjellsdotter
Nilla Kjellsdotter (egentligen Pernilla Österberg), född 16 juli 1987 i Nykarleby, är en finlandssvensk kriminalförfattare. Huvudpersonen i hennes romaner är kriminalpolisen Mija Wadö i Vasa. Hennes förlag är Norstedts.
År 2023 fick Kjellsdotter Storytel Award-prisen för finska versionen av Flickan i Stenparken.
Kjellsdotter bor i Oravais.

## Böcker
- I rättvisans blod. Boklund Publishing 2020 / digital ljudbok, Lind & Co 2021.
- Flickan i Stenparken. Norstedts förlag 2022.
- Himmelsgården. Norstedts förlag 2023.
- Tills natten är slut. Norstedts förlag 2024.
- Inte ditt barn. Norstedts förlag 2025.